# 山本作兵衛
山本作兵衛（1892年5月17日—1984年12月19日）是日本九州福岡縣出身的礦工、煤礦記錄畫家。以日本最初登錄於聯合國教科文組織世界記憶遺產的煤礦畫而知名。

## 略歷
明治二十五年（1892年）生於福岡縣嘉麻郡笠松村鶴三緒（今飯塚市），7歲起隨父、兄下坑，立岩尋常小學校畢業後，三十九年（1906年）入山内炭坑為礦工。以後輾轉於豐各地礦場當採煤工、鍛冶工，並以日記與筆記本留下見聞記錄。63歲起於福岡縣田川市的一處礦場事務所當值班警衛，「為了告訴子孫礦山的生活與人情」而開始執筆作畫，根據個人體驗與傳聞，以筆墨、水彩描繪明治至二次大戰戰後的北部九州煤礦，並於餘白加注說明。先後完成1000幅以上畫作，主要作品有畫文集（1967年），世稱「礦山的繪師」。昭和五十九年（1984年）以年高體衰逝世，享年92歲。

## 畫作登錄世界記憶遺產
原先，田川市希望以市內的舊三井田川礦業所伊田豎坑櫓等煤礦遺跡，作為「九州・山口的近代化産業遺產群」之一環申請登錄世界遺產，不過於2009年10月的考核中被刷下。但是當成相關資料提供的山本作兵衛記錄畫，獲得實地考察的國外專家高度評價。因此保存作兵衛畫作的田川市與福岡縣立大學決定為作品申請登記世界記憶遺產。
田川市所藏作兵衛畫作585幅（其中584幅是福岡縣指定有形民俗文化財）及相關資料（日記6本，雜記本與原稿等36件），加上山本家所有，由福岡縣立大學保存的繪畫4幅和相關資料（日記59本，原稿等7件），合計697件。田川市與大學雙方於2010年3月向巴黎聯合國教科文組織總部共同遞交推薦書，2011年5月25日獲准，成為日本登錄世界記憶遺產的首例。

## 關聯項目
- 田川市石炭·歷史博物館
- 洪瑞麟 - 臺灣的煤礦畫家

## 腳注
1. ↑  . 讀賣新聞 九州發. 2011-05-26  [2011-06-25] （日语）.[永久]
2. ↑  . 朝日新聞. 2011-05-25  [2011-06-25]. （原始内容存档于2011-05-28） （日语）.

## 外部連結
- 田川市石炭・歴史博物館「炭坑（ヤマ）の文化 ヤマの文化を見つめた画家」